# كلايتون كلاين
كلايتون كلاين (بالإنجليزية: Clayton Klein)‏ هو سياسي أمريكي، ولد في 13 نوفمبر 1949 في تيلاموك في الولايات المتحدة. حزبياً، نشط في الحزب الديمقراطي. وقد انتخب عضو مجلس نواب أوريغون.